# Lyckseledialekt
Lyckseledialekt är beteckning på den gamla dialekt som idag, på sin höjd, talas av ett fåtal äldre människor i Lycksele med omnejd. Källan till ordlistan är en sammanställning från en studiecirkel i Vormsele 1979-1980. Cirkellärare var Hans Hedström och Rakel Svensson, båda med anknytning till Vormsele. Många av orden är påverkade av närheten till Vindelälven och dess Vindelälvs-dialekt, och är inte riktigt densamma som i Lycksele som har Umeå-älvs dialekt. 